# Nordine Ibouroi
 (novembre 2019).
Nordine Ibouroi, né le 30 juillet 1998 à Marseille, est un footballeur international comorien évoluant au poste d'attaquant avec l'équipe réserve de l’AS Monaco.

## Statistiques détaillées

### Parcours amateur
| Saison                | Club                  | Championnat           | Championnat | Championnat | Coupe(s) nationale(s) | Coupe(s) nationale(s) | Total | Total |
| Saison                | Club                  | Division              | M.          | B.          | M.                    | B.                    | M.    | B.    |
| 2017-2018             | FC Martigues          | N2                    | 15          | 1           | -                     | -                     | 15    | 1     |
| 2018-2019             | AJ Auxerre B          | N3                    | 9           | 1           | -                     | -                     | 9     | 1     |
| 2019-2020             | AS Monaco B           | N2                    | 11          | 0           | -                     | -                     | 11    | 0     |
| Total sur la carrière | Total sur la carrière | Total sur la carrière | 35          | 2           | 0                     | 0                     | 35    | 2     |

### Liste des matchs internationaux
| Matchs internationaux de Nordine Ibouroi | Matchs internationaux de Nordine Ibouroi | Matchs internationaux de Nordine Ibouroi         | Matchs internationaux de Nordine Ibouroi | Matchs internationaux de Nordine Ibouroi | Matchs internationaux de Nordine Ibouroi | Matchs internationaux de Nordine Ibouroi                            |
|                                          | Date                                     | Lieu                                             | Adversaire                               | Résultat                                 | Compétition                              | Notes                                                               |
| ---------------------------------------- | ---------------------------------------- | ------------------------------------------------ | ---------------------------------------- | ---------------------------------------- | ---------------------------------------- | ------------------------------------------------------------------- |
| 1.                                       | 16 octobre 2017                          | Stade Abdelaziz-Chtioui, La Marsa, Tunisie       | Mauritanie                               | 0 - 1                                    | Match amical                             | Entre en jeu à la place de Djamel Bakar à la 78e minute de jeu.     |
| 2.                                       | 24 mars 2018                             | Grand Stade de Marrakech, Marrakech, Maroc       | Kenya                                    | 2 - 2                                    | Match amical                             | Entre en jeu à la place de Djamel Bakar à la 88e minute de jeu.     |
| 3.                                       | 7 juin 2019                              | Stade de la Libération, Boulogne-sur-Mer, France | Côte d'Ivoire                            | 3 - 1                                    | Match amical                             | Entre en jeu à la place de Mohamed Youssouf à la 60e minute de jeu. |
| 4.                                       | 12 octobre 2019                          | Stade Municipal Montbauron, Versailles, France   | Guinée                                   | 1 - 0                                    | Match amical                             | Titulaire.                                                          |
| 5.                                       | 14 novembre 2019                         | Stade de Kégué, Lomé, Togo                       | Togo                                     | 0 - 1                                    | Éliminatoires CAN 2021                   | Titulaire et remplacé par Ibroihim Youssouf à la 65e minute de jeu. |
| 6.                                       | 18 novembre 2019                         | Stade omnisports de Malouzini, Iconi, Comores    | Égypte                                   | 0 - 0                                    | Éliminatoires CAN 2021                   | Titulaire et remplacé par Mohamed Youssouf à la 73e minute de jeu.  |